# Lidia Rudnicka
Lidia Rudnicka (ur. 19 lutego 1960 w Chicago) – polska dermatolożka i wenerolożka, profesor nauk medycznych. Kierowniczka Katedry i Kliniki Dermatologicznej oraz ordynatorka Kliniki Dermatologicznej Warszawskiego Uniwersytetu Medycznego, prezeska Polskiego Towarzystwa Dermatologicznego (2016–2023), prorektorka Warszawskiego Uniwersytetu Medycznego.

## Życiorys

### Wykształcenie
Lidia Rudnicka w 1986 ukończyła studia na Akademii Medycznej w Warszawie. Studiowała także w Bonn i Kolonii. W 1990 doktoryzowała się na macierzystej uczelni. W 1990 odbyła 2-miesięczny staż w Food and Drug Administration (FDA) i National Institutes of Health w Bethesda w Stanach Zjednoczonych. W następnym roku przez trzy miesiące przebywała na Uniwersytecie w Liège. Przez kolejne dwa lata praktykowała w Klinice Dermatologii Uniwersytetu Thomasa Jeffersona w Filadelfii. W 1994 uzyskała specjalizację II stopnia. W 1995 uzyskała tamże habilitację na podstawie pracy Rola transformującego czynnika wzrostowego w patogenezie twardziny układowej. W 2001 uzyskała tytuł profesora nauk medycznych.

### Praca lekarska i naukowa
Od 1986 do 1987 asystentka w Państwowym Zakładzie Higieny w Warszawie. W latach 1987–1998 asystentka i adiunktka w Klinice Dermatologicznej AM. Od 1998 do 2014 kierowała Kliniką Dermatologii Centralnego Szpitala Klinicznego MSWiA w Warszawie, a w 2014 stanęła na czele Katedry i Kliniki Dermatologicznej Warszawskiego Uniwersytetu Medycznego, także ordynatorka Kliniki Dermatologicznej. Od 1 października 2019 do 2020 prorektorka ds. umiędzynarodowienia, promocji i rozwoju WUM.
W 2009 rozpoczęła pracę na stanowisku profesora także w Zakładzie Neuropeptydów Instytutu Medycyny Doświadczalnej i Klinicznej im. Mirosława Mossakowskiego PAN.
W 2007 została członkinią Państwowej Komisji Egzaminacyjnej ds. specjalizacji w dziedzinie dermatologii i wenerologii, a w 2009 komisji oceniającej projekty naukowe Komisji Europejskiej.
Rudnicka jest klinicystką, ekspertką w zakresie chorób włosów, chorób autoimmunizacyjnych i nowotworów skóry. Współtwórczyni metody diagnostycznej w dermatologii – trichoskopii. Autorka przeszło 200 artykułów i rozdziałów książek, głównie na temat nowych technik diagnostycznych w dermatologii, nowotworów skóry, chorób włosów, układowych chorób tkanki łącznej, zarządzaniem jednostkami sektora ochrony zdrowia. Twórczyni i redaktorka naczelna Journal of Dermatological Case Reports oraz zastępczyni redaktora naczelnego Journal of European Academy of Dermatology and Venereology. Przewodnicząca rady redakcyjnej czasopisma Dermatologia (2008–2011). Wypromowała co najmniej 11 doktorów, m.in. Irenę Walecką-Herniczek, Adrianę Rakowską, Joannę Czuwarę i Marka Konopa.
Działa w szeregu towarzystw naukowych, m.in. American Academy of Dermatology, European Academy of Dermatology, International Dermoscopy Society i European Hair Research Society. W latach 2004–2008 sekretarz, a w latach 2016–2023 prezeska Polskiego Towarzystwa Dermatologicznego.

### Praca w zakresie zdrowia publicznego
Rudnicka obejmowała stanowiska związane ze zdrowiem publicznym. Od 1999 do 2000 była Głównym Inspektorem Sanitarnym. Od 1999 do 2002 jako zastępczyni dyrektora Departamentu Zdrowia Ministerstwa Spraw Wewnętrznych i Administracji sprawowała nadzór nad 13 szpitalami i 7 sanatoriami. Od 2002 do 2004 była doradczynią Prezesa Rady Ministrów do spraw organizacji ochrony zdrowia. Równolegle, w latach 1999–2006 z ramienia Ministra Skarbu wchodziła w skład Rady Nadzorczej oraz była dyrektorką ds. rozwoju i członkinią zarządu Przedsiębiorstwa Farmaceutycznego Jelfa. W ramach działalności popularyzującej wiedzę w latach 2001–2008 organizowała akcję propagującą profilaktykę i wczesne rozpoznawania czerniaka skóry Czerniak-Stop.

## Odznaczenia i wyróżnienia
- Brązowy Krzyż Zasługi (2000)[14]
- Srebrny Krzyż Zasługi (2011)[15]
- Medal im. Marii Duran International Society of Dermatology (2017)[16]
- Wyróżniana wśród najbardziej wpływowych osób w polskiej medycynie portalu Puls Medycyny – 40. miejsce za 2018[17], 78. miejsce za 2019[18]